# Кнорре, Дмитрий Георгиевич
Дми́трий Гео́ргиевич Кно́рре (28 июля 1926 года, Ленинград — 5 июля 2018 года, Москва) — советский и российский учёный в области химической кинетики, молекулярной биологии и биоорганической химии, доктор химических наук, профессор.
Академик АН СССР (1981; член-корреспондент 1968). Лауреат Ленинской премии (1990), премии Совета Министров СССР (1987) и премии Правительства Российской Федерации (2000). Заслуженный работник высшей школы Российской Федерации (2003).
Сын профессора Г. Ф. Кнорре, брат биолога А. Г. Кнорре.

## Биография
Дмитрий Георгиевич Кнорре родился 28 июля 1926 года в Ленинграде. В 1947 году окончил Московский химико-технологический институт имени Д. И. Менделеева, а в 1951 году — аспирантуру Института химической физики АН СССР. В 1967 защитил диссертацию на соискание учёной степени доктора химических наук; с 1969 года — профессор.
С 1951 года работал в Институте химической физики АН СССР, с 1961 — в Новосибирском институте органической химии СО АН СССР (в 1951—1955 гг. — младший научный сотрудник, в 1956—1960 гг. — старший научный сотрудник, в 1960—1984 гг. — заведующий лабораторией химии нуклеиновых кислот, в 1984—1996 гг. — директор Новосибирского института биоорганической химии, созданного на базе лаборатории.
С 1967 по 1984 годы был деканом факультета естественных наук Новосибирского государственного университета (НГУ).
26 ноября 1968 года избран членом-корреспондентом Академии наук СССР, а 29 декабря 1981 года — действительным членом АН СССР (с 1991 года — РАН) по Отделению биохимии, биофизики и химии физиологически активных соединений. После 1996 года — советник РАН.
Член редколлегии журналов «Успехи химии» и «Молекулярная биология».
Скончался 5 июля 2018 года после длительной болезни. Прощание и похороны прошли 14 июля 2018 на Троекуровском кладбище.

## Научная деятельность
К основным областям научных исследований Д. Г. Кнорре относятся биоорганическая химия нуклеиновых кислот и белков, молекулярная биология и химическая кинетика. Под его руководством выполнены циклы фундаментальных исследований по изучению механизмов образования пептидных, фосфодиэфирных и фосфамидных связей. Им и его учениками разработаны методы синтеза олигонуклеотидов, создан набор реакционноспособных производных олигонуклеотидов, применяемых для направленной модификации нуклеиновых кислот и компонент систем матричного биосинтеза.
Автор более 350 научных работ, включая ряд обзоров и монографий.
Принимал участие в написании учебников для вузов:
- в соавторстве с профессором Н. М. Эмануэлем — «Курс химической кинетики» (1962, затем — ещё три издания);
- в соавторстве с профессором Л. Ф. Крыловой и В. С. Музыкантовым — «Физическая химия» (1981);
- в соавторстве с профессором С. Д. Мызиной — «Биологическая химия» (1998, затем — ещё три издания; в 2000 г. награждён премией Правительства РФ в области образования)[1];
- в соавторстве с профессором С. Д. Мызиной, профессором О. С. Фёдоровой и д. х. н. Т. С. Годовиковой — «Биоорганическая химия» (2011).

Под руководством Д. Г. Кнорре защищено свыше 60 кандидатских диссертаций, десять его учеников стали докторами наук, трое — членами РАН.

## Награды
- Орден Почёта (1999) — за большой вклад в развитие отечественной науки, подготовку высококвалифицированных кадров и в связи с 275-летием Российской академии наук[5]
- Орден Ленина (1981)
- Орден Октябрьской Революции (1986)
- 2 ордена «Знак Почёта» (1967, 1985)
- Медаль «За доблестный труд. В ознаменование 100-летия со дня рождения Владимира Ильича Ленина» (1970)[1]
- Почётное звание «Заслуженный работник высшей школы Российской Федерации» (2003)[1]
- Лауреат Ленинской премии (1990)
- Лауреат премии Совета Министров СССР (1987)
- Лауреат премии Правительства Российской Федерации в области образования (2000) совместно с С. Д. Мызиной[1]
- Лауреат премии им. М. М. Шемякина АН СССР (1988) — за серию работ «Исследование реакций фосфорилирования, используемых в биоорганической химии»[1]
- Большая золотая медаль имени М. В. Ломоносова (2016)[6][7]
- Благодарность Президента Российской Федерации (2017)[8]

## Личная жизнь
Дочь — Вера Дмитриевна, научный сотрудник лаборатории биокатализа в ИБХ РАН.